# Balane trigone
Balanus trigonus
Espèce
La balane trigone (Balanus trigonus), c'est-à-dire triangulaire, possède un nom qui, particulièrement sous sa forme francisée, peut prêter à confusion. L’adjectif trigone ne s’applique en effet qu’à la seule ouverture et non à la forme générale de la balane (qui est cependant tronconique, comme plupart des balanes !).
C’est une espèce peu représentée en Europe mais qui pourrait devenir plus commune du fait du réchauffement climatique.

## Description
La balane trigone est une espèce facile à identifier du fait :
- de la présence sur les plaques de la muraille de crêtes longitudinales blanches sur un fond pourpre ou rosé[1].

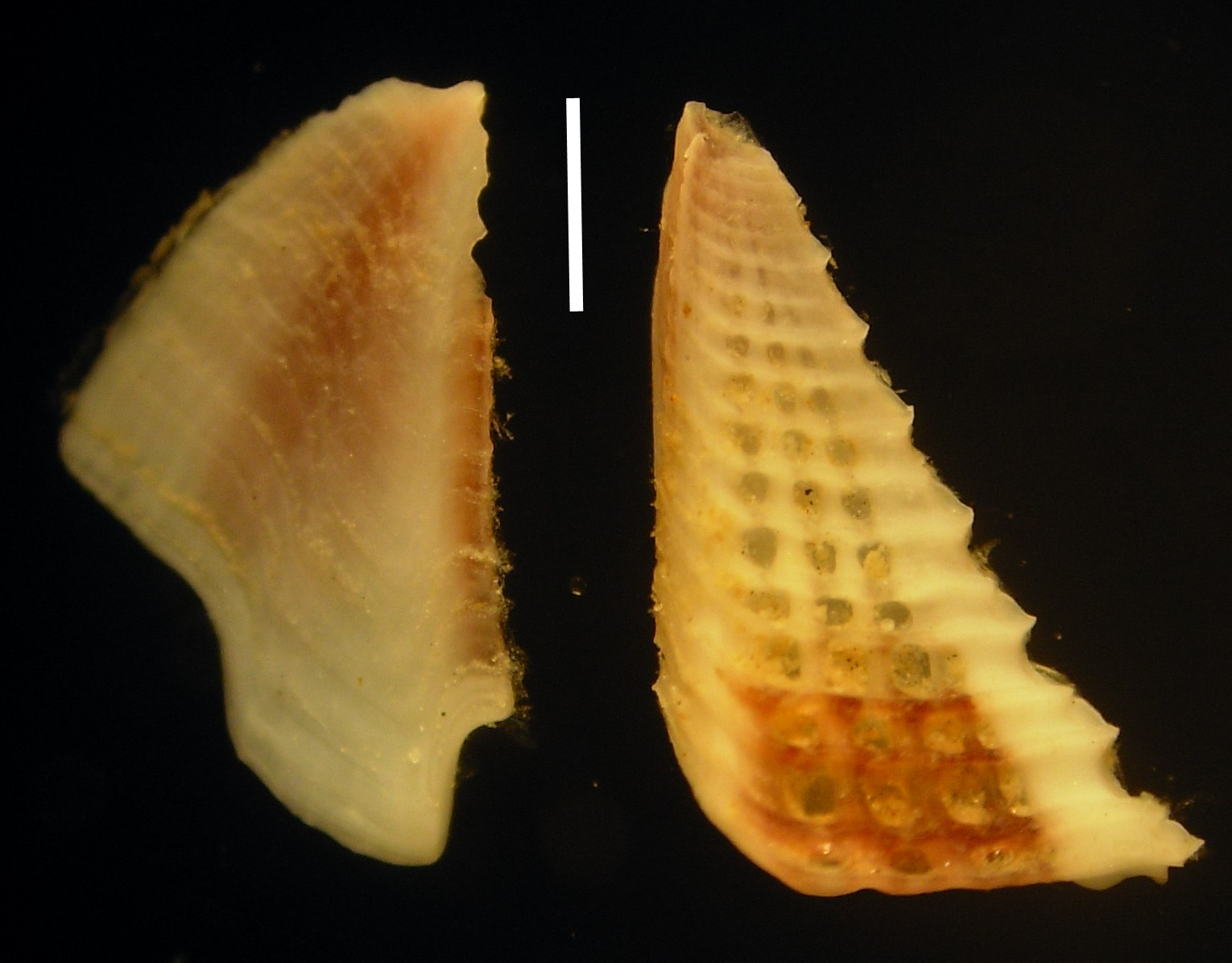
Balanus trigonus. Tergum à gauche, scutum à droite. Vue externe. La barre mesure 1 mm

*	de l’existence sur les scutum d’un quadrillage délimitant de profondes dépressions. Ce caractère peut ne pas être immédiatement apparent car les scutum sont revêtus d’une cuticule hérissée de cils qui retiennent des particules et permettent le fixation d’épibiontes divers.
Le tergum possède un sommet obtu et un éperon très large, correspondant à la moitié de la largeur de sa base .
Les parois de l’orifice formées par la carène et les carino-latérales sont relativement longues et constituent les côtés d’un triangle isocèle  tandis que la partie constituée par le rostre et les latérales est courte, parfois presque rectiligne et constitue la base du triangle. C’est à ce caractère que fait allusion le terme de « trigone ».
La base est calcifiée.

## Écologie
La balane trigone se trouve dans les lieux abrités (baies) mais rarement dans les estuaires. Elles se fixe du bas de l’estran jusqu’à des profondeurs de l’ordre de 150 mètres, principalement sur d’autres espèces animales, et des objets artificiels (filets de pêche, cages, pontons, tuyaux etc.)

## Répartition
La balane trigone est largement répandue dans l’étage infra-littoral des mers tropicales. Dans l’Atlantique oriental on la rencontre principalement depuis les Açores jusqu’en Afrique du Sud .
Plus au nord, sa présence a été notée en rade de Brest et sur des bouées mouillées au large de la Belgique 
En Méditerranée il existe quelques signalements à Oran, Villefranche-sur-Mer et au Grau Du Roi  et sur le port de Roses, en Catalogne (référence : photo taxobox).
Cette espèce participe à la salissure des coques des navires . C’est une espèce invasive potentielle. De nouvelles observations en Europe méritent d’être signalées.